# 王武龙 (1942年)
王武龙（1942年2月—），男，汉族，江苏淮安人，中华人民共和国政治人物，曾經擔任中共第十五屆中央候補委員，中共南京市委書記、江苏省人大常委会副主任。

## 仕途
王武龍1962年考入南京林学院，1965年加入中国共产党，毕业后长期在徐州工作。
1983年，王升任徐州市副市长，1990年任市长。1991年5月，王调任江苏省计划经济委员会副主任，1992年8月任主任。
1993年5月，调任南京市人民政府市长，1995年6月，任南京市委书记兼南京市人大主任。2001年10月，王卸去南京市委书记职务，2003年王调任江苏省人大副主任。

## 落马
2006年7月13日，因涉嫌职务犯罪腐败问题，被中纪委传唤谈话，从此在公众场合失踪。在此之前，他任南京市市长期间的两任秘书魏竹琴、傅成均已被双规。
中国全国人大常委会2006年10月31日发布公告，宣布王武龙的全国人大代表资格被依法终止。2006年12月6日，中央纪委公布了王武龙的严重违纪违法案件。有关新闻中称其索贿受贿数百万元，已被开除党籍和公职。涉嫌犯罪问题已移送司法机关处理。
2008年1月31日，合肥市中级人民法院对王武龙受贿案作出一审判决，以受贿罪判处其死刑，缓期两年执行，剥夺政治权利终身，并处没收个人全部财产。

## 评价
王武龙在任南京市市长期间，当地百姓对他在城市建设方面的做法评价不高。其中由他主张建设的、事后被证明破坏主干道容貌、浪费大量财力的南京鼓楼隧道被百姓戏称“武龙洞”。另外，他曾要求相关部门砍伐南京市主干道的行道树，目的是让城市更加明亮，遭到媒体和百姓反对，又被戏称为“砍树市长”。